# Amphoe Na Klang
Na Klang (นากลาง) est un district (amphoe) situé dans la province de Nong Bua Lam Phu, dans le nord-est de la Thaïlande.
Le district est divisé en 9 tambon et 119 muban. Il comprenait près de 91 000 habitants en 2005.